# Medalla de l'1 d'octubre de 1938
La medalla de l'1 d'octubre de 1938 (alemany: Medaille zur Erinnerung an den 1. Oktober 1938), també coneguda com a "Medalla dels Sudets" és una medalla de l'Alemanya nazi, concedida durant el període d'entreguerres, l'última d'una sèrie de medalles de l'ocupació.

## Història
Instituïda el 18 d'octubre de 1938, la medalla va ser atorgada a tots aquells soldats que havien pres part en l'ocupació dels Sudets l'octubre de 1938, i en la posterior ocupació de Txecoslovàquia el març de 1939.
La medalla va ser atorgada a tots els funcionaris alemanys i membres de la Wehrmacht i les SS que van penetrar als Sudets el 18 d'octubre de 1938, així com als nazis dels Sudets que havien col·laborat en la unió amb Alemanya.
Posteriorment es creà una barra especial per afegir a la cinta per la participació en les restes de Txecoslovàquia el 15 de març de 1939,, i per aquells que van atorgar un suport valorable.
La darrera concessió va ser el 31 de desembre de 1940, amb un total de 1.162.617 medalles i 134.563 barres atorgades.
El lluïment de condecoracions de l'era nazi va ser prohibida el 1945. La medalla dels Sudets no estava entre aquells condecoracions que van ser autoritzades per a lluir oficialment a l'República Federal Alemanya el 1957.

## Disseny
Una medalla circular de bronze, d'aparença semblant a la medalla de l'Anschluss (al revers només difereix la data). Va ser dissenyada pel professor Richard Klein.

A l'anvers apareix un home que porta una bandera nazi sobre un podi (sobre el que hi ha l'escut del Tercer Reich), que ajuda a un altre home, que porta una cadena trencada a la mà dreta, a pujar al podi (simbolitzant l'alliberament dels Sudets i la seva unió al Reich).
Al revers apareix la data 1. OKTOBER 1938 (1 d'octubre de 1938, data de l'annexió) envoltat per la llegenda EIN VOLK, EIN REICH, EIN FÜHRER (Un Poble, Una Nació, Un Líder) .
La medalla penja d'una cinta negre amb una franja vermella al centre, amb un ribet blanc als extrems, els colors dels Sudets.

## La Barra del Castell de Praga

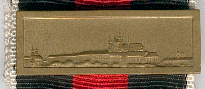
La Barra del Castell de Praga

Per aquells que van participar tant a l'annexió dels Sudets i l'ocupació de Bohèmia i Moràvia el 15 de març de 1939, l'1 de maig de 1939  es va aprovar una Barra del Castell en bronze (alemany: Spange Prager Burg). La barra mostrava el Castell de Praga a l'anvers, amb dos triangles al darrere, i es portava sobre la cinta de la medalla dels Sudets.